# Eurhopalothrix lenkoi
Eurhopalothrix lenkoi is een mierensoort uit de onderfamilie van de Myrmicinae. De wetenschappelijke naam van de soort is voor het eerst geldig gepubliceerd in 1967 door Kempf.